# دانیو باردی
دانیو باردی (انگلیسی: Danio Bardi؛ ۲۳ مهٔ ۱۹۳۷ – ۹ ژوئیهٔ ۱۹۹۱) بازیکن واترپلو اهل ایتالیا بود.